# Zeeslag op de Eems
De Zeeslag op de Eems vond plaats op 10 en 11 juli 1568 tussen geuzen onder leiding van Jan Abels en Spaans-Habsburgse troepen onder leiding van François van Boshuizen. Het was de eerste zeeslag van de Tachtigjarige Oorlog.
De Habsburgse regeringstroepen trachtten Lodewijk van Nassau, die net na zijn overwinning bij Heiligerlee bezig was Groningen te belegeren, te doen terugtrekken door zijn bevoorrading af te snijden door de Eems te versperren. Lodewijk stuurde echter een geuzenvloot onder aanvoering van Jan Abels, Diederik Sonoy, Hendrik Thomasz., Gerrit Sebastiaansz. van Gorinchem en andere vrijbuiters op de blokkade af die Boshuizen wilde opwerpen. Op 10 juli werden de regeringstroepen verslagen, de volgende dag maakten de geuzen nog enkele schepen op hen buit.
Net als Heiligerlee was deze overwinning op de Eems voor de rebellen van weinig strategisch voordeel: de komst van Fernando Álvarez de Toledo en Caspar de Robles naar Groningen noodzaakte Lodewijk alsnog het beleg van de stad op te breken en naar Duitsland terug te keren. Bij Jemmingen verloor hij een krachtmeting met het betere Habsburgse landleger en kon zich slechts redden door de Eems over te zwemmen.